# Museo internazionale della fisarmonica
Il Museo internazionale della fisarmonica è un museo a tema musicale con sede a Castelfidardo (An), città appartenente al vecchio Distretto degli strumenti musicali di Castelfidardo – Loreto – Recanati e famosa in tutto il mondo per la costruzione della fisarmonica. Il museo aderisce alla Associazione sistema museale della provincia di Ancona.

## Storia

### Origini

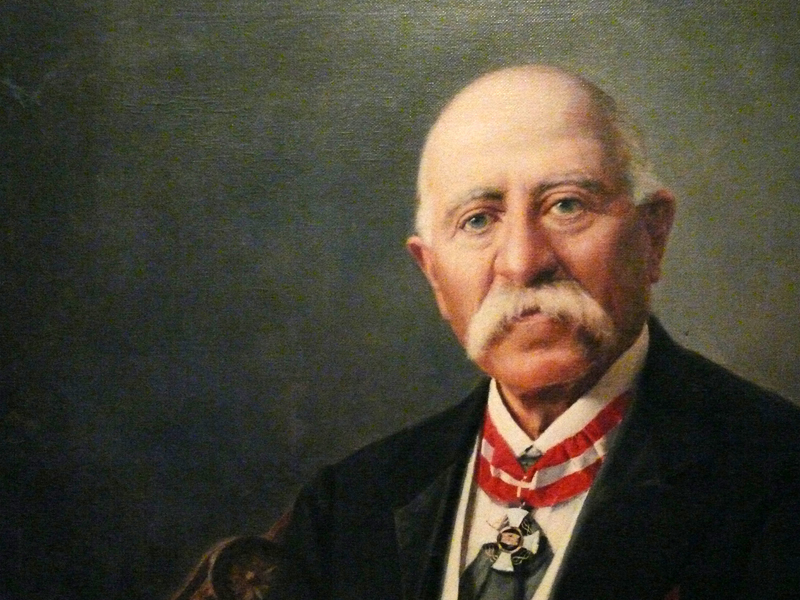
Ritratto dell'imprenditore Paolo Soprani

Castelfidardo è giustamente riconosciuta come patria della fisarmonica. Fu infatti il recanatese Paolo Soprani, in seguito trasferitosi in questa città, che nel 1863, dopo aver ricevuto in dono un accordeon da un pellegrino austriaco in visita al Santuario di Loreto, lo smontò e ne rielaborò una versione propria.
Fu da questo evento che, nel corso degli anni successivi, si andò sviluppando sempre più un forte artigianato, che sfociò nel dopoguerra in un vero e proprio distretto industriale dello strumento musicale.
Su tale tessuto imprenditoriale, andò formandosi sempre più la necessità di instaurare un'istituzione che fosse in grado di dare un'impronta culturale a questa propensione territoriale, raccogliendo e conservando una tradizione ormai fortemente incentrata sugli strumenti ad ancia libera.

### Il Museo
Fu così inaugurato il 9 maggio 1981 il Museo Internazionale della Fisarmonica, che fu ospitato nella sala nobile del Palazzo Comunale.
Nel giugno del 1998 la collezione si ampliò notevolmente, grazie a Giuseppe Panini che donò al Museo della Fisarmonica circa 80 strumenti.
Il 29 agosto 2020 vengono inaugurate le sale espositive e il nuovo percorso museale. Il restauro, finanziato grazie ai fondi comunitari e alle donazione di aziende e privati attraverso l’art bonus, ha interessato aspetti sia strutturali che logici. È stata effettuata per la prima volta la catalogazione della collezione (rispettando i canoni del Ministero della Cultura), sono stati resi gli ambienti più spaziosi e le sette sale espositive sono state organizzate per aree tematiche. 

## La collezione

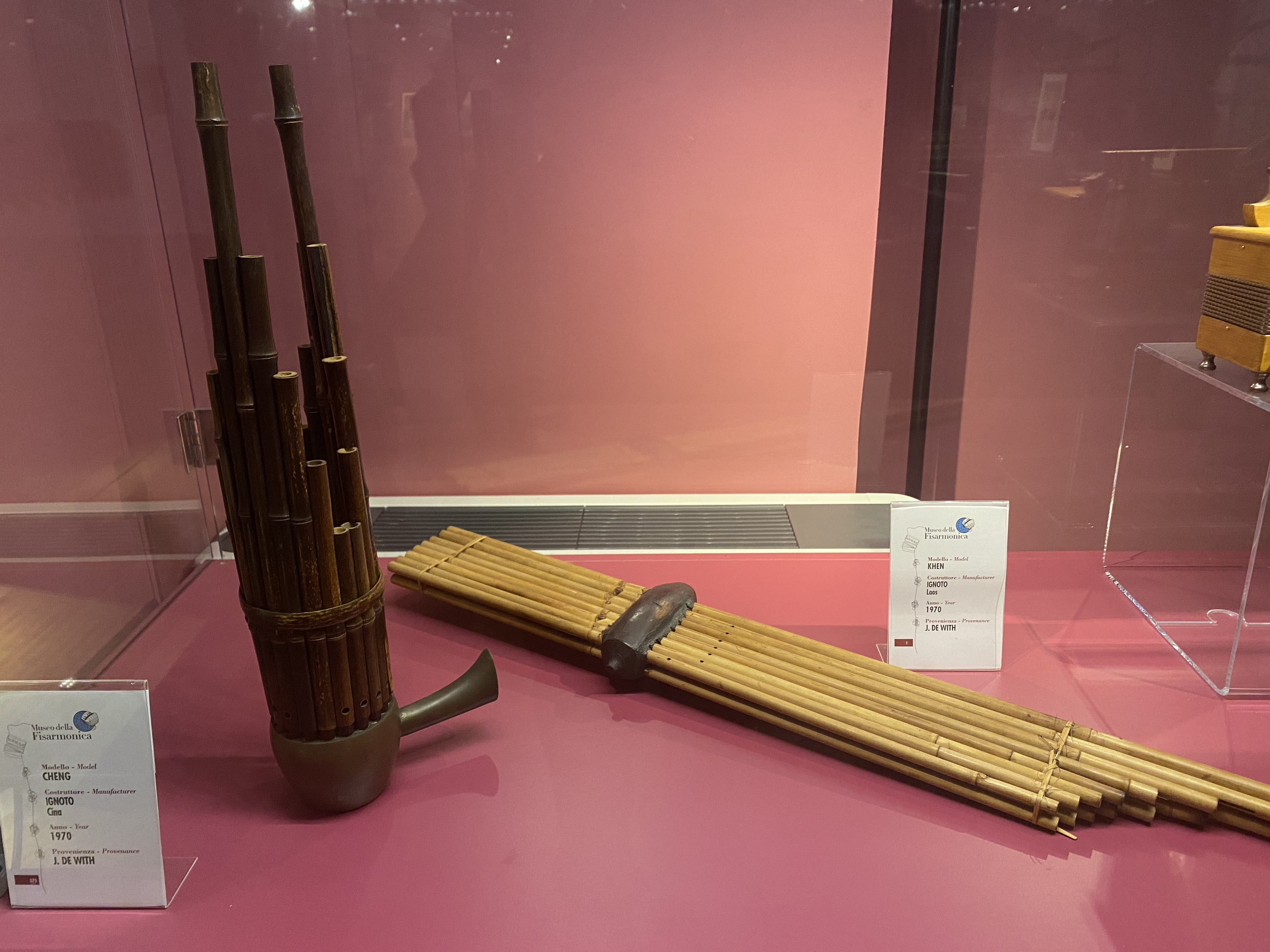
Sheng e Khen - strumenti musicali di origine cinese conservati nel Museo Internazionale della Fisarmonica di Castelfidardo

Il museo, dopo il restauro del 2020, è composto da sette sale tematiche e da circa 130 pezzi esposti (a rotazione con i 500 pezzi totali). La collezione comprende, oltre alle fisarmoniche, strumenti antesignani quali un raro Sheng cinese e un Harmoniflûte del 1856. Interessante la fedele ricostruzione di un laboratorio artigianale dell'inizio del Novecento. 
Le sale tematiche sono: 
- Gervasio Marcosignori,
- creatività artigiana,
- grandi musicisti,
- Paolo Soprani,
- costruttori italiani,
- fisarmonica nel mondo,
- Astor Piazzolla.[5]

Il museo è dotato di sette videoguide che presentano il museo e la sua collezione (disponibili in LIS, con sottotitoli in inglese e con musica) e dispone di tre pannelli leggibili tramite smartphone e tre files solo audio (formato MP3 o WAW).

## Galleria d'immagini

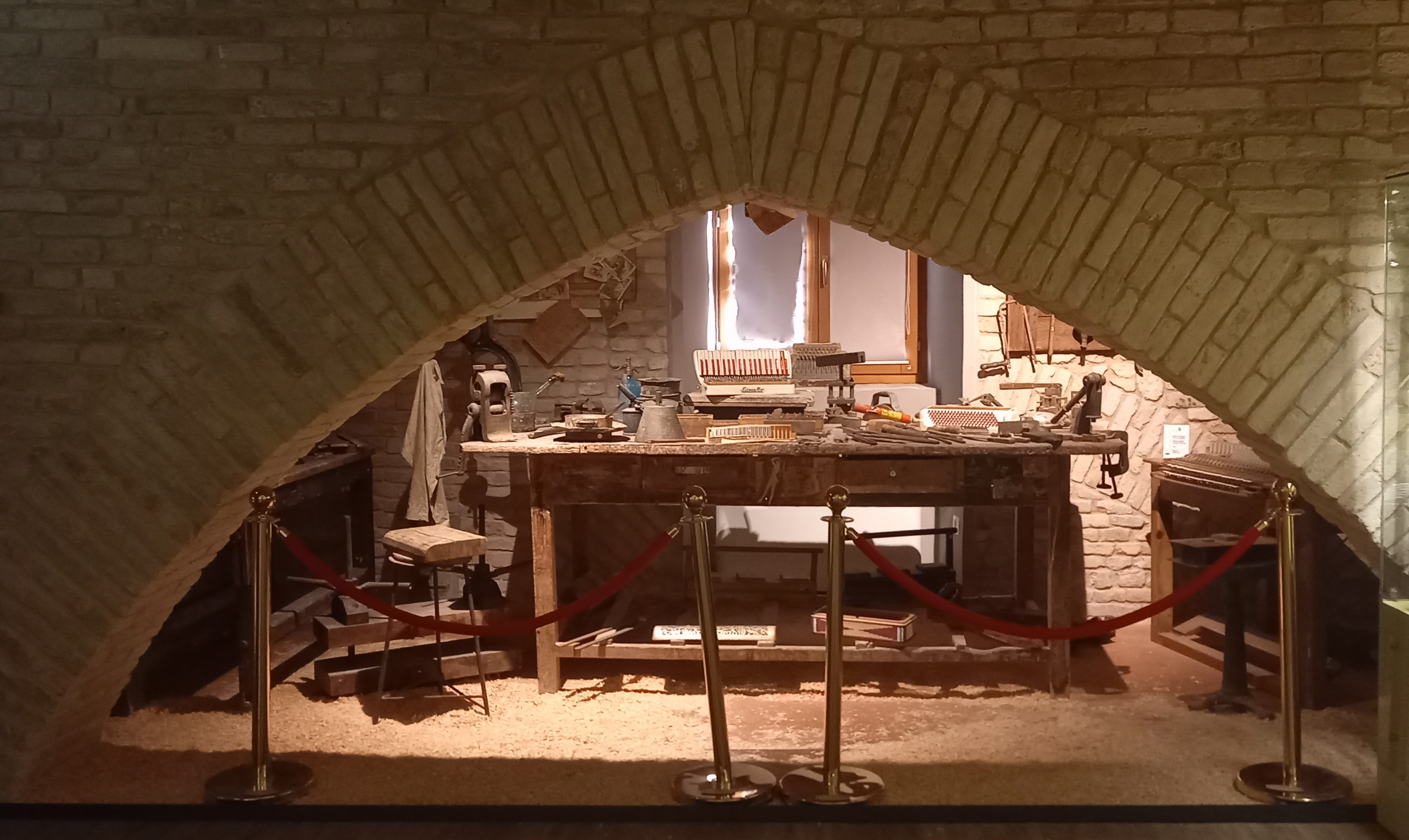
Bottega artigiana - ricostruzione di un laboratorio tradizionale della fisarmonica, presente nel Museo Internazionale della Fisarmonica di Castelfidardo

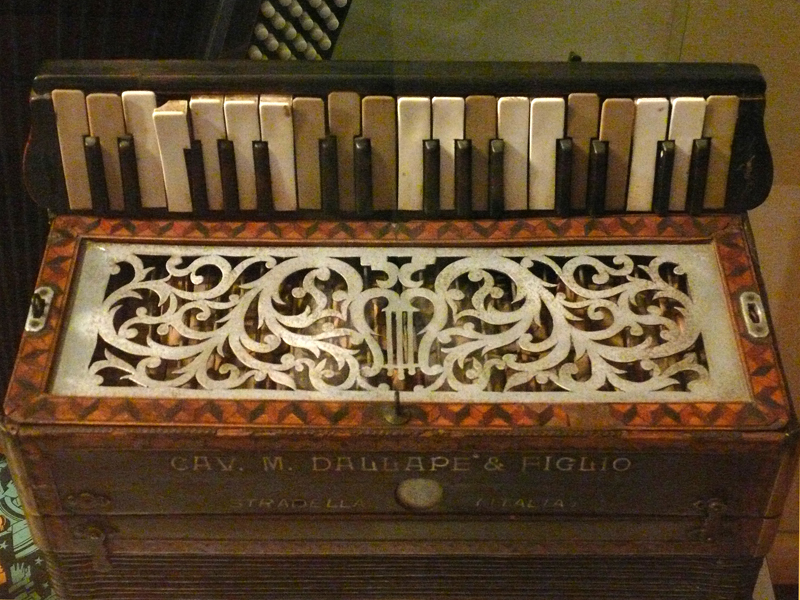
Fisarmonica (Dallapè)
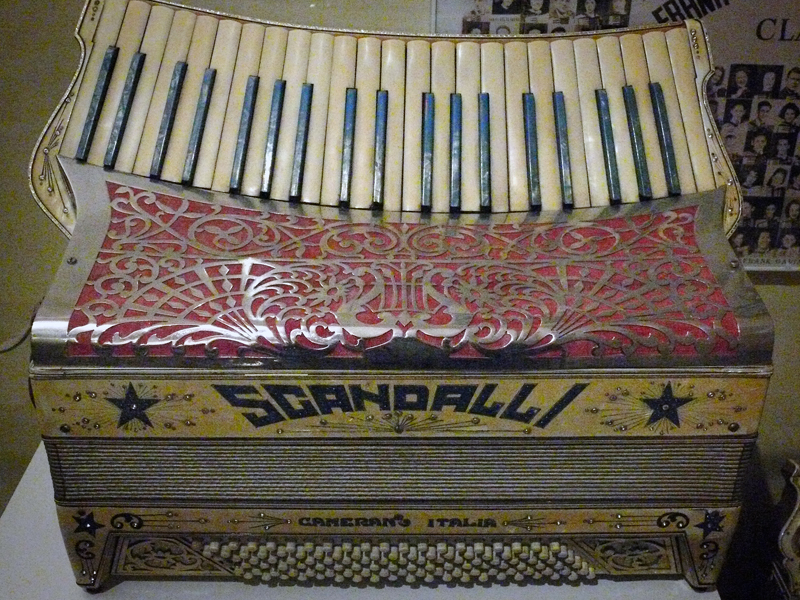
Fisarmonica (Scandalli)
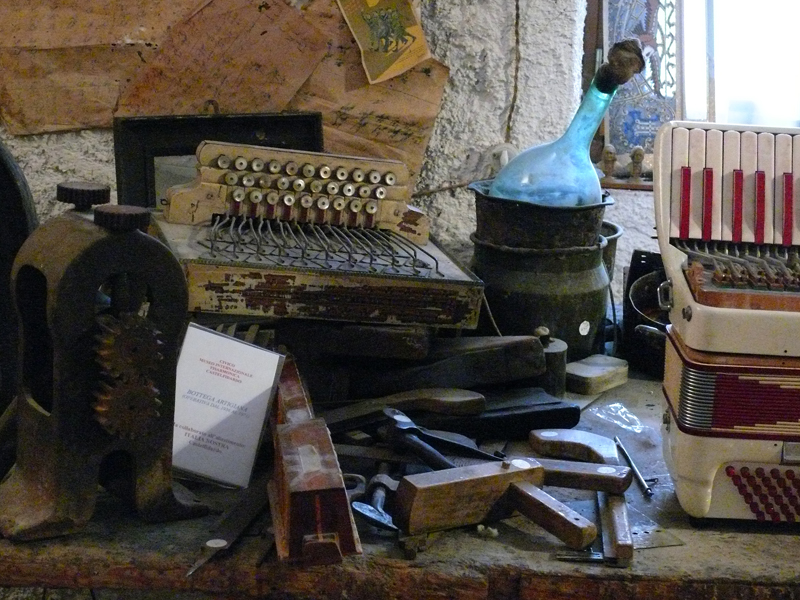
Un'immagine del vecchio allestimento della bottega artigiana
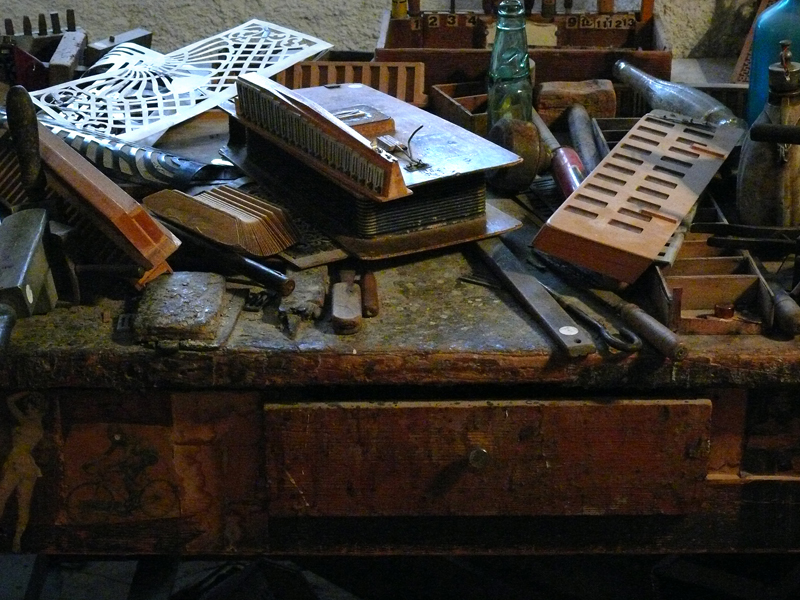
Un'immagine del vecchio allestimento della bottega artigiana